# Liste der Monuments historiques in Voulangis
Die Liste der Monuments historiques in Voulangis führt die Monuments historiques in der französischen Gemeinde Voulangis auf.

## Liste der Objekte
| Bezeichnung                               | Beschreibung | Standort                                                                      | Kennzeichnung | Schutzstatus | Datum | Bild |
| ----------------------------------------- | --- | ----------------------------------------------------------------------------- | ------------- | ------------ | ----- | ---- |
| Taufbecken                                | Ovales Becken aus Stein im 18. Jahrhundert gefertigt. | Eingang zum Kirchenschiff der Kirche St-Pierre (Lage)                         | PM77003925    | Inscrit      | 1980  |      |
| Kelch, Patene und ihre Schatulle          | Kelch aus Silber auf einem hohen Ständer mit vier Knoten und unterschiedlichen Durchmessern. Patene aus Silber und eine Schatulle aus Leder in der Form des Kelchs und der Patene. Die Schatulle wurde mit einem Verschluss und einem kleinen Griff aus Metall an der Oberseite versehen. Im 19. Jahrhundert hergestellt. | In der Sakristei der Kirche St-Pierre (Lage)                                  | PM77003458    | Inscrit      | 1979  |      |
| Glocke                                    | Bronzeglocke vom Glockengießer Roger Joseph, 1736 gegossen | In der Kirche St-Pierre (Lage)                                                | PM77001898    | Classé       | 1942  |      |
| Gemälde Mariä Himmelfahrt                 | Ölgemälde aus dem 19. Jahrhundert. Eine Kopie des Gemäldes Mariä Himmelfahrt von Nicolas Poussin. | In der Kirche St-Pierre (Lage)                                                | PM77003456    | Inscrit      | 1979  |      |
| Grabstatue (lebensgroß)                   | Diese Statue stammt aus der alten Kirche, die im Weiler Saint-Martin stand und im Jahr 1823 durch die heutige Kirche ersetzt wurde. Vermutet wird, dass es sich um einen Le Clerc, Herrn von Saint-Martin-les-Voulangis, handeln soll. Gefertigt im 17. Jahrhundert.                                                      | An der Westwand auf der Südseite in der Kirche St-Pierre (Lage)               | PM77001897    | Classé       | 1938  |      |
| Kanzel                                    | Halbpolygonale Kanzel aus Holz mit geformten Paneelen und einer seitlich angeordneten Holztreppe die erneuert wurde. Entstehungszeit im 18. und 19. Jahrhundert. | Im Kirchenschiff der Kirche St-Pierre (Lage)                                  | PM77003753    | Inscrit      | 1980  |      |
| Grabplatte für Frère Pierre, Prior        | Diese Grabplatte muss sich ursprünglich in der Kapelle des alten Cluniazenser Priorats Saint-Martin in der Nähe von Voulangis befunden haben. Sie stellt eingraviert das Bildnis des Verstorbenen dar, der zu Füßen eines Kreuzes kniet. Entstehungszeit im ersten Viertel 15. Jahrhunderts.                              | Eingebettet in die Pflasterung des Mittelgangs in der Kirche St-Pierre (Lage) | PM77001899    | Classé       | 1971  |      |
| Gemälde Anbetung der Heiligen Drei Könige | Ölgemälde aus dem 17. oder 19. Jahrhundert. | An der Ostwand in der Nähe des Eingangs der Kirche St-Pierre (Lage)           | PM77003455    | Inscrit      | 1979  |      |
| Altarbild und Täfelung                    | Altarbild mit dem zentralen Gemälde Christus am Kreuz umrahmt von zwei kannelierten ionischen Säulen. Die seitliche Vertäfelung im Kirchenchor wurde mit zusätzlichen Zierleisten, auskragenden Tischpaneelen, pflanzlichen Verzierungen und kannelierte Pilaster aufgewertet. Gefertigt im 19. Jahrhundert.              | Im Chor der Kirche St-Pierre (Lage)                                           | PM77003457    | Inscrit      | 1979  |      |